# Heterospingus xanthopygius
La tangara cejirroja o tangara cejiescarlata  (Heterospingus xanthopygius), también denominada chambergo cejirrojo (en Colombia) o frutero de cejas rojas, es una especie de ave paseriforme de la familia Thraupidae, una de las dos pertenecientes al  género Heterospingus. Es nativa del noroeste de Sudamérica y del extremo oriental de Centroamérica.

## Distribución y hábitat
Se distribuye desde el extremo oriental de Panamá (Darién), por el noroeste de Colombia, por los valles interandinos hacia el sur hasta Quindío y Cundinamarca, y por la pendiente del Pacífico del oeste de Colombia, hasta el oeste de Ecuador (hasta Guayas).
Esta especie es considerada poco común en sus hábitats naturales: el dosel y los bordes de selvas húmedas de tierras bajas, desde el nivel del mar hasta los 800 m de altitud.

## Sistemática

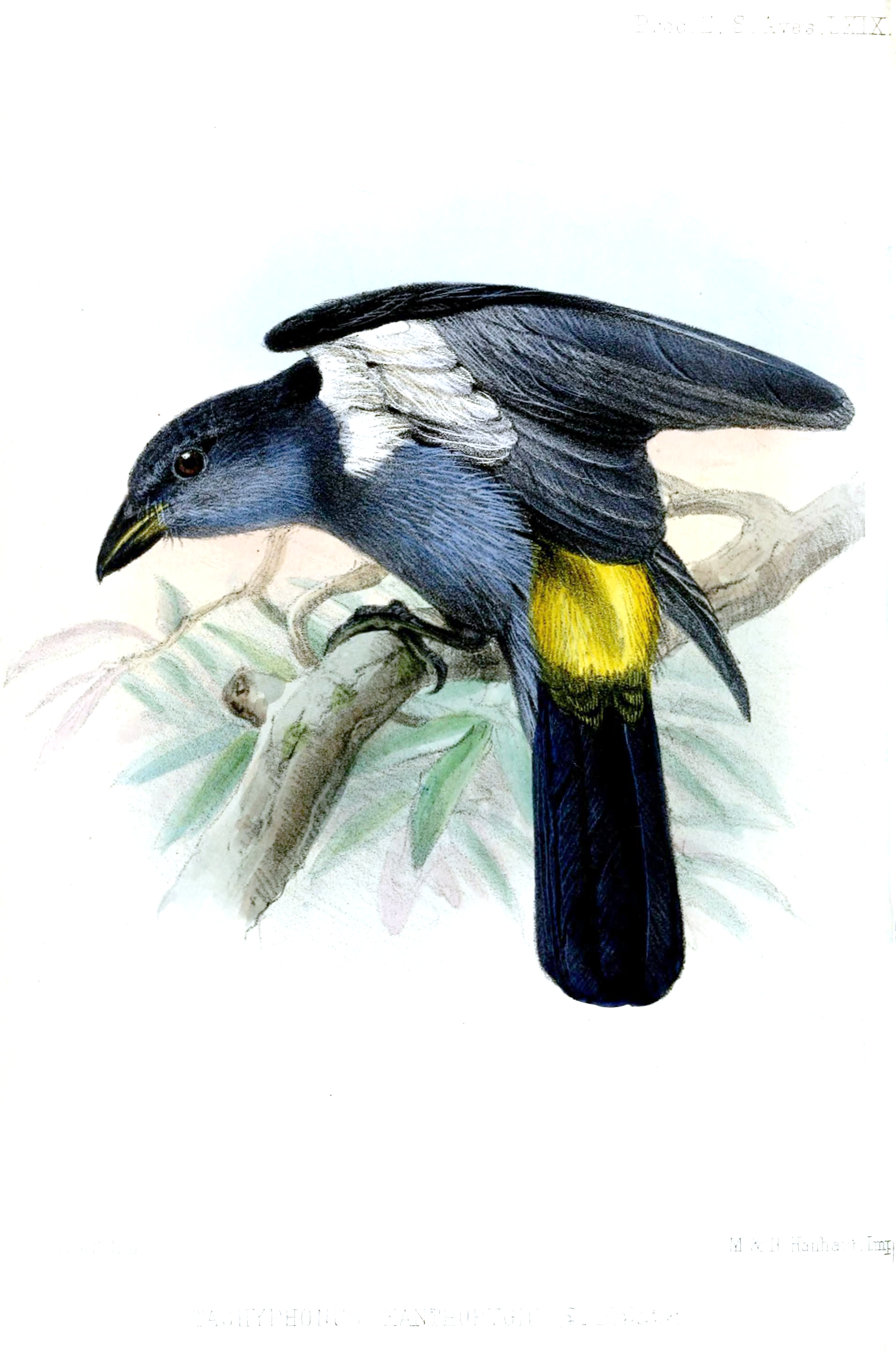
Tachyphonus xanthopygius (hembra), ilustración de Wolf en Proceedings of the Zoological Society of London, 1854.

### Descripción original
La especie H. xanthopygius fue descrita por primera vez por el zoólogo británico Philip Lutley Sclater en 1855 bajo el nombre científico de Tachyphonus xanthopygius; su localidad tipo es: «Bogotá».

### Etimología
El término genérico masculino Heterospingus se compone de las palabras del griego «hetero»: diferente, y «σπιγγος spingos, σπιζα spiza» que es el nombre común de un tipo de pinzón; y el nombre de la especie «xanthopygius» se compone de las palabras del griego  «xanthos»: amarillo, y «pugios»: de rabadilla.

### Taxonomía
La presente especie ya fue tratada como conespecífica con Heterospingus rubrifrons, pero son consideradas separadas con base en las diferencias radicales de plumaje de los machos aparte de que sus zonas de distribución no se sobreponen.
Los amplios estudios filogenéticos recientes comprueban que la presente especie es hermana de H. rubrifrons.

### Subespecies
Según las clasificaciones del Congreso Ornitológico Internacional (IOC) y Clements Checklist/eBird v.2019 se reconocen dos subespecies, con su correspondiente distribución geográfica:
- Heterospingus xanthopygius xanthopygius (P.L. Sclater), 1855 – del extremo oriental de Panamá al norte de Colombia.
- Heterospingus xanthopygius berliozi Wetmore, 1966 – pendiente del Pacífico del oeste de Colombia y oeste de Ecuador.